# Funmilayo Ransome-Kuti

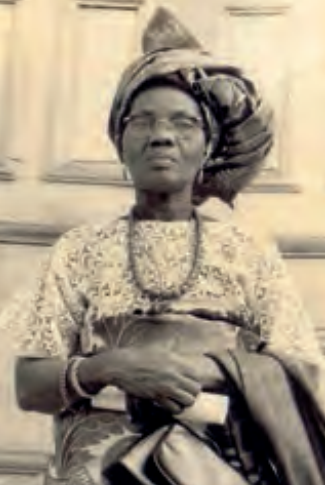
Funmilayo Ransome-Kuti an ihrem 70. Geburtstag

Funmilayo Ransome-Kuti (geb. Frances Abigail Olufunmilayo Thomas; * 25. Oktober 1900 in Abeokuta; † 13. April 1978 in Lagos) war eine nigerianische Politikerin, Lehrerin, Frauenrechtlerin und afrikanische Feministin.

## Der Weg in die Politik
Funmilayo Ransome-Kuti wurde im Jahre 1900 in Abeokuta geboren, das damals zum von Großbritannien abhängigen Königreich Egba gehörte. Seit den sechziger Jahren des 19. Jahrhunderts ergriff Großbritannien verstärkt Initiative, die später Nigeria genannte Region zu kolonisieren. Egba war eine der zahlreichen Yorubamonarchien, welche unmittelbar an die Kolonie Lagos angrenzte und die von den Briten einerseits gegen mächtige Feinde beschützt, andererseits zunehmend bevormundet wurde. Gemäß der kolonialen Doktrin der indirect rule beließ Großbritannien den Alake, den König und seine ihm untergebenen Räte, auch nach der offiziellen Einrichtung des Kolonialstatus 1914 auf seinem Posten. Dies war an die Bedingung geknüpft, dass er sich zum Vollstrecker der Weisungen des britischen Gouverneurs und seiner District Officers machte.
Die Eltern Funmilayos waren beide Lehrer und gehörten somit dem Mittelstand an. Sie hatten eine westliche Erziehung genossen, sprachen fließend Englisch und waren schon in der dritten Generation christianisiert. Dennoch waren sie entschiedene Egba-Patrioten und opponierten mit einem kulturnationalistischen Habitus zumindest indirekt gegen die Kolonialmacht. Die junge Funmilayo sympathisierte mit Iyalode Madam Tinubu († 1887), die einst machtvoll die Unabhängigkeit Egbas verteidigt hatte. Doch hatten die Briten, die ansonsten die alten Potentaten in ihren Ämtern beließen, den traditionell starken politischen Einfluss der Frauen immer mehr zurückgedrängt. Das Amt der Iyalode wurde schließlich abgeschafft.
Der Lebensweg Ransome-Kuti stand zunächst nicht unter politischen Vorzeichen. Nach einer Ausbildung an der Abeokuta Girls Grammar School schickten sie ihre Eltern 1919 zum Studium nach Manchester, von wo aus sie 1923 zurückkehrte, um zunächst an ihrer alten Schule zu unterrichten. Dort erwarb sie sich den Namen „Béère“, was so viel wie „erstgeborene Tochter“ bedeutet, weil sie die erste Frau gewesen war, die an dieser Schule unterrichtete. Im Jahre 1925 heiratete sie den Lehrer und Theologen Reverend I.O. Ransome-Kuti, der bald darauf Direktor der Abeokuta Grammar School wurde. Reverend Ransome-Kuti machte sich später einen Namen als Gründer der Nigerian Union of Teachers sowie der Nigerian Union of Students, zwei Organisationen, die für die politische Unabhängigkeit und überethnische Einheit Nigerias eintraten. Als Funmilayo Ransome-Kuti gegen Ende der zwanziger Jahre den späteren Abeokuta Ladies Club gründete, verfolgte sie damit politisch unverdächtige Ziele, wie Handarbeit und kulturelle Bildung für Frauen aus der Oberschicht Abeokutas. In den dreißiger Jahren begann Kuti mit Hilfe ihres Klubs großangelegte Alphabetisierungskurse für Landfrauen zu organisieren. Diese Kurse erwarben sich bald, nicht zuletzt vermöge Ransome-Kutis origineller Lehrmethoden, einen regional bedeutenden Ruf. Hierdurch wurde der Ladies Club aber auch mit den drückenden ökonomischen Belastungen der Unterschichtfrauen konfrontiert und den zahlreichen Demütigungen und Willkürakten gegen sie von Seiten der Egbaregierung. Ransome-Kuti begann Protestnoten und Artikel zu veröffentlichen, in denen sie den Alake Ademola II. von Egba des Amtsmissbrauchs und der Korruption anklagte. Verschärft wurde die Situation, nachdem ab 1939 die britische Regierung infolge der Kriegswirtschaft mehr Geld aus Nigeria herauszupressen versuchte und die Egbaregierung dies vor allem zu Lasten der Frauen durchzusetzen versuchte. Dagegen organisierte der Abeokuta Ladies Club Massendemonstrationen, an denen zehntausende von Frauen teilnahmen und die den Alake in schwere Bedrängnis brachten. Im Jahre 1946 wurde der Abeokuta Ladies Club in Abeokuta Women’s Union umbenannt, dessen permanente Agitation 1949 dazu führte, dass der Alake von allen Ämtern zurücktrat. Funmilayo Ransome-Kuti wurde dagegen als Ratsmitglied in die Egbaregierung aufgenommen und arbeitete von nun an an der Verbesserung der Situation der Frauen Nigerias einerseits und der Loslösung Nigerias von Großbritannien andererseits.

## Der Kampf für die Emanzipation Nigerias und seiner Frauen
Die ersten überregionalen Aktivitäten Ransome-Kutis führten zur Gründung der Nigerian Women’s Union (NWU) 1949, die sich demokratische Mitbestimmung in Nigeria, Wahlrecht für Frauen und proportionale Repräsentation von Frauen in den Gemeinderäten zum Ziel gesetzt hatte. Die NWU war aus der Vereinigung der Abeokuta Women’s Union, der Aba Market Women’s Association unter Führung von Margaret Ekpo und der Enugu Women’s Association unter Janet Okala, Frauenorganisationen aus dem Süden und Südosten des Landes, hervorgegangen. Den Vorsitz führte Funmilayo Ransome-Kuti, während die charismatische Margaret Ekpo zur Generalsekretärin gewählt wurde. Großbritannien hatte ab 1950 eine nationale Konferenz für Nigeria einberufen, welche demokratische Reformen und Teilautonomie der Kolonie zum Ziel hatte und zu der mehrere traditionelle Repräsentanten eingeladen waren. Als einzige Frau nahm Funmilayo Ransome-Kuti an der Konferenz teil, die 1951 zu der sogenannten Macpherson Constitution führen sollte, welche die politische Aufteilung Nigerias in drei regionale Parlamente vorsah. Da sie jedoch in der neuen Verfassung Frauen als benachteiligt ansah, initiierte sie 1953 die Gründung der Federation of Nigerian Women’s Societies (Föderation nigerianischer Frauenorganisationen), welche sie als ein Gegenparlament der Frauen beschrieb. Die FNWS forderte, über jeden Gesetzesbeschluss informiert und um Zustimmung gefragt zu werden. Die Männerpolitik versuchte dagegen von Anfang an die FNWS zu schwächen. Einen schweren Schlag erhielt die Organisation durch den Rücktritt von Margaret Ekpo, der zugleich ein Zurückweichen der bislang unverbrüchlichen Gendersolidarität der Frauen Nigerias zugunsten partikularer Interessen ankündigte. Dabei hatte Ransome-Kuti es immer als notwendig angesehen, sich gleichzeitig in der Männerpolitik zu engagieren und war deswegen dem NCNC, der Partei des späteren ersten Präsidenten Nigerias Nnamdi Azikiwe beigetreten, in welchem sie, in ständigem Konflikt mit der Parteiführung, den Frauenflügel leitete. Nachdem Azikiwe jedoch mehrmals ihre Nominierung als Kandidatin für die Regionalwahlen verhindert hatte, trat sie 1959 als unabhängige Kandidatin in den Wahlen in Zentralegba an und erhielt 17,6 % der Stimmen.

## Nach der Unabhängigkeit
Nach der Unabhängigkeit Nigerias im Jahre 1960 zog sich Funmilayo Ransome-Kuti mehr und mehr aus der aktiven Politik zurück und widmete sich der Gründung von Bildungseinrichtungen für Frauen. Sie unterhielt zahlreiche internationale Kontakte, vor allen Dingen mit Frauenorganisationen in China und der Sowjetunion und mit antikolonialistischen Politikern der dritten Welt, so z. B. dem ersten Staatspräsidenten Ghanas Kwame Nkrumah. Wegen solcher Kontakte war ihr in den kolonialen Jahren mehrmals der Reisepass entzogen worden. Anfang der siebziger Jahre zog sie sich in die auf dem Privatgrundstück ihres Sohnes Fela Kuti gegründete Künstlerkommune Kalakuta Republic in Lagos zurück, bei deren gewaltsamer Auflösung durch die Militärregierung 1977 sie schwer verletzt wurde. Funmilayo Ransome-Kuti, die sich auf Initiative ihres Sohnes in ihren letzten Lebensjahren auch Funmilayo Anikalupo-Kuti nannte, starb an den Spätfolgen ihrer Verletzungen am 13. April 1978. Zahlreiche Nachrufe ehrten sie als „Mutter der Nation“. Ihr Sohn Fela hat ihr Gedächtnis auf dem Album Unknown Soldier (anspielend auf den unbekannten Soldaten, der sie bei der Räumung der Kalakuta Republic aus dem dritten Stock ihres Appartements geworfen hatte) verewigt.
Funmilayo Ransome-Kuti erhielt mehrere Ehrendoktortitel und wurde 1965 durch Mitgliedschaft im Order of the Niger geehrt.

## Wichtige Ereignisse
- 1946 Gründung der Abeokuta Women’s Union (AWU)
- 1949 Rücktritt des Alake Ademola II. von Egba
- 1949 Gründung der Nigerian Women’s Union (NWU)
- ab 1950 Nationale Konferenz zur Neugestaltung der Verfassung Nigerias
- 1951 Erste Regionalwahlen in Nigeria
- 1953 Gründung der Federation of Nigerian Women’s Societies (FNWS)
- 1954 Macpherson Constitution
- 1959 Funmilayo Ransome-Kuti als unabhängige Kandidatin im Stadtparlament von Abeokuta
- 1960 Nigeria wird unabhängig
- 1967–1970 Biafrakrieg Funmilayo Ransome-Kuti an Vermittlungsgeprächen im Kongo beteiligt.
- 1977 Räumung der Kalakuta Republic

## Kinder
Funmilayo Ransome-Kuti hatte eine Tochter und drei Söhne.
- Dolupo Ransome-Kuti (1926–2006)
- Olikoye Ransome-Kuti (1927–2003), Arzt und Gesundheitsminister von Nigeria von 1985 bis 1992.
- Olufela Ransome-Kuti, bzw. Fela Kuti (1938–1997), internationaler Musiker und Politiker
- Bekololari Ransome-Kuti (1940–2006), Arzt, zwischen 1989 und 1998 Führer der Demokratiebewegung gegen die Militärherrschaft in Nigeria

## Zitat
„Das Beste, das du deinen Feinden geben kannst - Vergebung / deinen Widersachern Toleranz / einem Freund dein Herz / deiner Mutter - das ausführen, was sie stolz auf dich machen wird / deinem Kind ein gutes Beispiel / dir selbst Respekt / und allen Menschen Güte“